# Golfo di Catania
Il golfo di Catania è il tratto di mar Ionio compreso tra il capo Mulini di Acireale, che lo delimita a nord e il capo Campolato di Augusta, che lo delimita a sud. La costa corrispondente è lunga circa cinquanta chilometri.
Vista la sua estrema apertura ad arco, sarebbe più corretto definirlo "seno".
La parte a nord della costa si presenta rocciosa e frastagliata fino al Porto di Catania, ed è costituita da rocce basaltiche, frutto di molteplici eruzioni dell'Etna giunte fino al mare, e di neck affioranti dal fondo marino, che formano il piccolo arcipelago delle Isole dei Ciclopi, e il roccione su cui sorge il Castello di Aci. A nord dell'abitato di Catania, si trova l'insenatura di Ognina, nella quale si trova il porto Ulisse, piccolo porto da pesca e diporto, nella quale sbocca un fiume sotterraneo, chiamato anticamente Longina, che ha dato il nome al quartiere.
In corrispondenza della Stazione Centrale di Catania, la costa, alta e a strapiombo, viene chiamata Scogliera d'Armisi, e vi si trovano delle grandi grotte laviche erose dal mare, quasi del tutto inaccessibili da terra.
Ad iniziare dal molo foraneo sud del porto, la costa diviene sabbiosa, e forma la lunga spiaggia della Plaia. Dopo circa 18 km, la costa ridiventa rocciosa, tuttavia le rocce sono di tipo differente, per lo più calcaree, e formano anfratti e piccole baie, quasi sempre scoscese a picco sul mare.
Nel golfo di Catania si riversano vari fiumi: il Simeto, il Gornalunga, il San Leonardo; e vari torrenti, come l'Acquicella, il Buttaceto, il canalone Forcile e il canale Benante. In corrispondenza del porto di Catania, sfocia anche il fiume sotterraneo Amenano, che a piazza Duomo alimenta la Fontana chiamata dai catanesi "L'acqua a linzolu".